# テキサス (映画)
『テキサス』（Texas Across the River）は、1966年のアメリカ合衆国の西部劇コメディ映画。監督はマイケル・ゴードン、出演はディーン・マーティンとアラン・ドロンなど。ハリウッド進出４本目になるフランス人俳優アラン・ドロンが西部劇に初出演した作品であり、ディーン・マーティンにとっては通算6本目の西部劇である。

## ストーリー
1845年、スペインの貴族ドン・アンドレアは、アメリカ人のフィービーと結婚するためにアメリカルイジアナ州西部へとやってきた。しかし結婚式当日、二人の結婚を良く思わない騎兵隊が、式を中止させようと教会になだれ込んできてしまう。その際、もみ合いの末に騎兵隊の一人を事故死させてしまったアンドレアは、騎兵隊の嘘の証言のせいで殺人犯に仕立てあげられてしまう。そこで彼はアメリカ合衆国に統合される前のテキサスを目指して逃亡するのだった。
逃亡の道中で開拓民を護衛する武器商人サム・ホリスと出会ったアンドレアは、射撃の腕前を買われて彼が依頼された幌馬車隊の用心棒になる。そしてアンドレアはサムと“河を渡ってテキサスへ（原題の意味）”　サムの相棒であるインディアンの案内人クロンクの三人でコマンチ地区を目指すことになる。その後、成り行きから三人はコマンチ族の娘であるロネッタを助ける。しかし、それを開拓民による誘拐だと勘違いしたコマンチ族は、開拓村に向けて兵を出撃させてしまう。更にアンドレアを指名手配した騎兵隊までも参入し混戦模様になる。一方アンドレアは次第にロネッタに惹かれていく。だが、そこへ幌馬車隊に同行したフィービーが彼を追ってやって来てしまう。すると今度はサムがフィービーに惚れてしまう。

## キャスト
| 役名                           | 俳優                       | 日本語吹替                        | 日本語吹替                     |
| 役名                           | 俳優                       | TBS版                             | NETテレビ版                    |
| ------------------------------ | -------------------------- | --------------------------------- | ------------------------------ |
| サム・ホリス                   | ディーン・マーティン       | 久松保夫                          | 羽佐間道夫                     |
| ドン・アンドレア・バルダザール | アラン・ドロン             | 広川太一郎                        | 野沢那智                       |
| フィービー・アン・ネーラー     | ローズマリー・フォーサイス | 武藤礼子                          | 平井道子                       |
| クロンク                       | ジョーイ・ビショップ       | 近水圭二                          | 穂積隆信                       |
| ロネッタ                       | ティナ・マルカン           | 杉山佳寿子                        | 岡本茉利                       |
| ロドニー・スティンプソン隊長   | ピーター・グレイブス       |                                   | 森川公也                       |
| アイアンジャケット             | マイケル・アンサラ         |                                   | 緒方敏也                       |
| イエロウ                       | リンデン・チャイルス       |                                   | 里見たかし                     |
| シブレー                       | アンドリュー・プライン     |                                   | 野島昭生                       |
| ヤンシー                       | スチュアート・アンダーソン |                                   | 納谷六朗                       |
| 不明 その他                    |                            |                                   | 北村弘一 上田敏也 神山卓三     |
|                                |                            |                                   |                                |
| 演出                           | 演出                       |                                   | 高桑慎一郎                     |
| 翻訳                           | 翻訳                       |                                   | 鈴木導                         |
| 効果                           |                            |                                   |                                |
| 調整                           | 調整                       |                                   | 栗林秀年                       |
| 制作                           | 制作                       |                                   | グロービジョン                 |
| 解説                           | 解説                       | 荻昌弘                            | 淀川長治                       |
| 初回放送                       | 初回放送                   | 1971年4月5日 『月曜ロードショー』 | 1974年12月8日 『日曜洋画劇場』 |